# وندس
وندس (به انگلیسی: Vandse) یک روستا در هند است که در Udupi district واقع شده‌است.